# Pascual Subiza
Pascual Subiza fue un farmacéutico, periodista y político argentino. Ejerció como diputado nacional por la provincia de Buenos Aires entre 1928 y 1930, en representación del radicalismo de tendencia yrigoyenista.

## Biografía
Nació el 9 de agosto de 1881 en San Nicolás de los Arroyos. Era hijo de Román y de Juana Javiera Arceluz, naturales de la región de Navarra, España. 
Ejerció la profesión de farmacéutico y fue profesor de química en el Colegio Nacional de San Nicolás. Dirigió el diario “El Progreso” y fue presidente del Círculo de Periodistas y de la Comisión Administradora del Hospital San Felipe.
Militó en las filas del radicalismo y en 1918 fue electo intendente municipal, cargo al que renunció dos años después, volviendo a ocuparlo nuevamente en el período 1924-25. Fue concejal durante cinco períodos, presidiendo el Cuerpo en los años 1922-24. En 1922 fue electo diputado provincial y en 1928, diputado nacional, realizando una gran obra en servicio de su ciudad, entre la que se cuentan edificios para escuelas, policía, para los asilos “San José” y “San Hipólito”, pabellones para niños en el Hospital “San Felipe” y para ancianos en el Hogar del Carmen; pavimento de la calle Puerto (Guruciaga) y varias subvenciones.
Subiza militaba en el ala personalista, partidaria de Hipólito Yrigoyen, de la Unión Cívica Radical. Su mandato como diputado nacional terminaba en 1932 pero no pudo completarlo debido al golpe de Estado del 6 de septiembre de 1930. 
Fue presidente de la Unión Cívica Radical local, del Comité Seccional y de la Convención Nacional de la UCR. Su muerte ocurrió en San Nicolás el 1º de septiembre de 1936.